# آلبان بونجاکو
آلبان بونجاکو (انگلیسی: Alban Bunjaku؛ زادهٔ ۲۰ مهٔ ۱۹۹۴) بازیکن فوتبال اهل کوزوو است.
از باشگاه‌هایی که در آن بازی کرده‌است می‌توان به باشگاه فوتبال اسلاویا پراگ و باشگاه فوتبال دربی کانتی اشاره کرد.
وی همچنین در تیم ملی فوتبال کوزوو بازی کرده‌است.